# Japurá
Japurá este un oraș în unitatea federativă Amazonas (AM) din Brazilia.